# (6401) Roentgen
(6401) Roentgen est un astéroïde de la ceinture principale.

## Description
(6401) Roentgen est un astéroïde de la ceinture principale. Il fut découvert le 15 avril 1991 à l'Observatoire Palomar par Carolyn S. Shoemaker, Eugene M. Shoemaker et David H. Levy. Il est nommé en honneur de Wilhelm Röntgen. Il présente une orbite caractérisée par un demi-grand axe de 2,68 UA, une excentricité de 0,13 et une inclinaison de 13,5° par rapport à l'écliptique.

## Compléments